# Cryptocellus lisbethae
Cryptocellus lisbethae är en spindeldjursart som beskrevs av González-Sponga 1998. Cryptocellus lisbethae ingår i släktet Cryptocellus och familjen Ricinoididae. Inga underarter finns listade i Catalogue of Life.